# Łódź rybacka

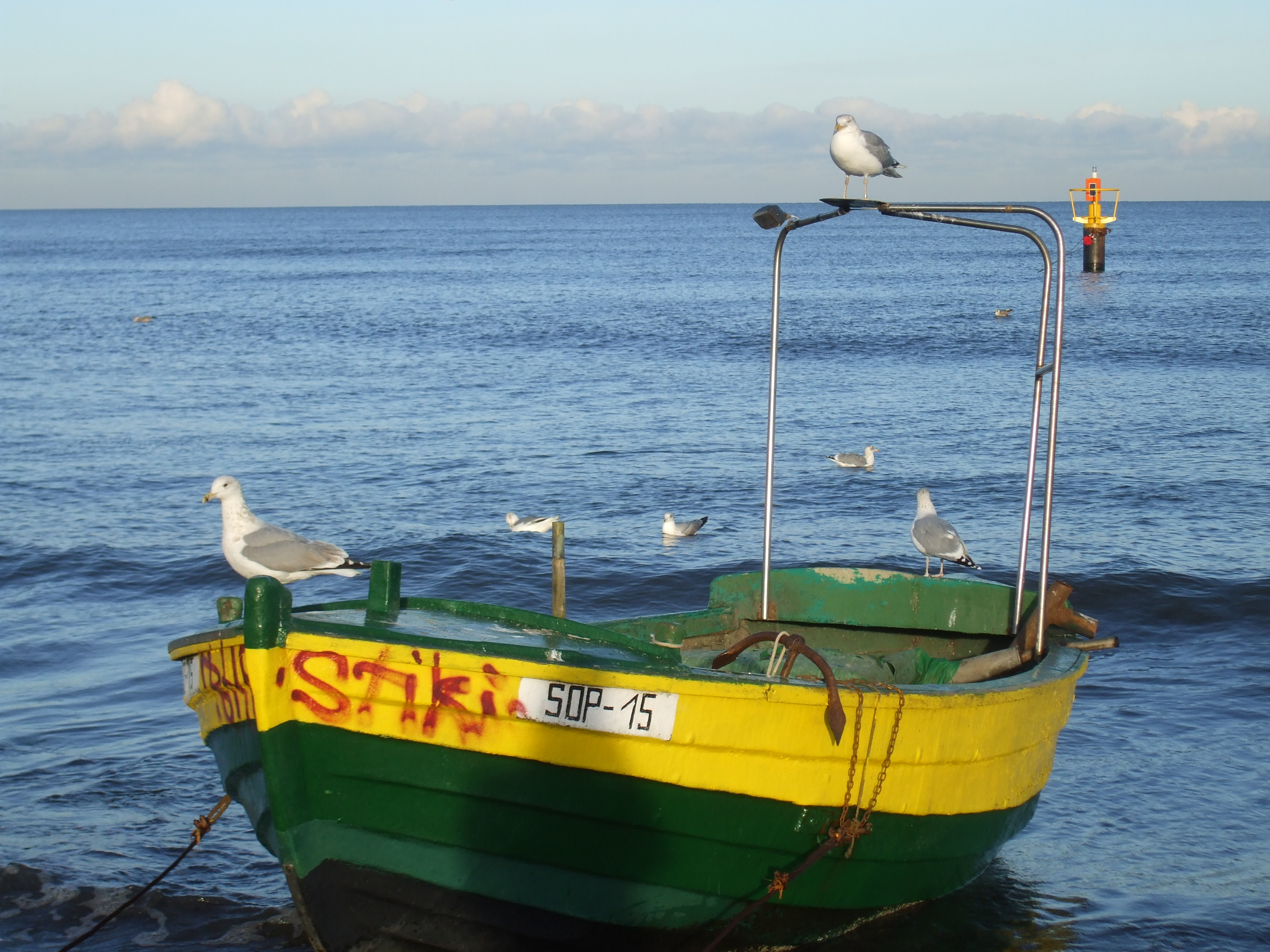
Łódź rybacka

Łódź rybacka – statek rybacki o długości nie większej niż 15 m, przyjętej jako 96% całkowitej długości konstrukcyjnej
wodnicy na poziomie 85% najmniejszej wysokości konstrukcyjnej mierzonej od linii stępki albo jako długość od przedniej części dziobnicy do osi trzonu sterowego na tej wodnicy, jeżeli ta będzie większa; na statkach zaprojektowanych z przegłębieniem konstrukcyjnym wodnica, której długość ma być mierzona, powinna być równoległa do wodnicy konstrukcyjnej.